# 柊木里音
柊木 里音 (ひいらぎ りおん、1996年11月15日 - ）は、日本のAV女優、元グラビアアイドル。

## 経歴
2020年に芸能界デビューした。
2023年3月にDAHLIA専属女優としてAVデビューする。
2024年2月17日、東京・duo MUSIC EXCHANGEで行われた「FALENO FES」に出演。同イベントで行われた水着及び下着ファッションショーにてランウェイを歩く。
同年4月よりC-Moreエンタテインメントを退所し休業。11月12日付けでKroneに事務所を移し、広瀬美結として活動再開。

## 人物
- K-POPアイドルが好き[6][注 1]。
- 高校1年生の頃、薬局で初めてアルバイトをしたという[6][注 2]。
- 幼い頃の夢が客室乗務員（CA）だったという[6][注 3]。
- 初体験は17歳の時に経験した[6][注 4]。

## 作品

### イメージビデオ
- あなた、ごめんなさい。（2020年9月25日、竹書房）
- 愚かしさ（2021年12月17日、スパイスビジュアル）
- Rion Erotic summer（2024年4月4日、REbecca）

### アダルトビデオ

#### DAHLIA専属期間
DAHLIAは「配信特化型AVメーカー」を掲げているため、配信開始日も記載しています。
- 令和で一番エロいと噂のグラドル 新人 柊木里音 AV DEBUT（3月3日配信開始、3月23日DVD発売）
- 噂のHカップグラドル初体験!『乳首』と『膣奥』を容赦なく責められる性感開発3本番スペシャル!!! 柊木里音（4月4日配信開始、4月20日DVD発売）
- 「お願い、先っぽだけでも…」 1カ月の禁欲で禁断症状が… 解禁後は貪るように本能のまま性欲剥き出し絶頂アクメ 柊木里音（4月27日配信開始、5月25日DVD発売）
- 一切休憩なし! 連続イカセ! 撮影スタジオに着いた瞬間からノンストップ撮影で最大覚醒!! 柊木里音（5月25配信開始、6月22日DVD発売）
- 大嫌いなプロデューサーとロケ先の温泉旅館でまさか相部屋に… 絶倫おやじチ〇ポに何度も何度もイカされ、相性良すぎて朝まで絶倫性交 柊木里音（6月27日配信開始、7月20日DVD発売）
- ドエロい舌使いと腰のうねりで悶絶必須! 乳首弄りと杭打ち騎乗位で男を骨抜きにする真正痴女 柊木里音（8月7日配信開始、8月24日DVD発売）
- 令和で一番エロい学園祭! 廃校寸前の学校で逆バニー・逆レースクイーン・逆チャイナ・逆ナースで密着接客するド痴女教師! 柊木里音（9月27日配信開始、10月26日DVD発売）
- 令和一エロい淫乱モンスターのスローな悶絶射精コントロール 究極の焦らしプレイ 柊木里音（10月19日配信開始、11月23日DVD発売）
- 透けワンピで無自覚にご近所さんを誘惑 近隣住民の勃起が止まらない…お隣の天然卑猥奥さん 柊木里音（11月10日配信開始、12月7日DVD発売）
- 媚薬オイルでねっとり焦らしキメセク膣イキ開発疲れたカラダを悪徳エステシャンに弄ばれて子宮堕ちしたグラドル 柊木里音（12月11日配信開始、2024年1月11日DVD発売）

- いいなり露出調教デート ド淫乱M奴●に目覚める 柊木里音（1月11日配信開始、2月8日DVD発売）
- フェロモン溢れ出す姉の秘められた性癖! アナルクンニでむせるほど匂いと味を染みつかせ、見せつけ舐めさせる豊満デカ尻誘惑痴女 柊木里音（2月13日配信開始、3月20日DVD発売）
- 精力を取り戻すと巷で噂の『スナック御開帳』ドスケベママがお客を虜にするデカ乳デカ尻肉食痴女接客 柊木里音（3月18日配信開始、4月25日DVD発売）
- 現役グラドルラブホ密会 極小水着で肉弾ボディと本能丸出しオフパコ撮影会 柊木里音（4月19日配信開始、5月23日DVD発売）
- 卑猥な下着モデル NTR カメラマンから過激なポージングを求められ恥じらいながら発情して溺れていく僕の妻 柊木里音（5月22日配信開始、6月20日DVD発売）
- ゴミ部屋に住むお隣の引きこもり変態中年に粘着乳首責めでだらしない敏感早漏体質にされた巨乳妻 柊木里音（6月18日配信開始、7月25日DVD発売）
- 愛妻がいつの間にか義理の息子2人に… 串刺NTR 柊木里音（7月17日配信開始、8月22日DVD発売）
- 朝まで覚醒絶頂 憎いほど大嫌いで別れた最低最悪の元カレと同窓会で媚〇を盛られ相部屋キメセクして… 柊木里音（8月27日配信開始、9月26日DVD発売）

### デジタル写真集
- あでやかな獅子 柊木里音写真集（2月25日、ビビットキャスト、撮影：杉吉ゆうじ）
- 妖艶な獅子 柊木里音写真集（4月29日、ビビットキャスト、撮影：杉吉ゆうじ）
- 妖艶な獅子 柊木里音写真集 Chapter1（4月29日、ビビットキャスト、撮影：杉吉ゆうじ）※「妖艶な獅子」を再編集のうえ未公開カットを収録。
- 妖艶な獅子 柊木里音写真集 Chapter2（4月29日、ビビットキャスト、撮影：杉吉ゆうじ）※「妖艶な獅子」を再編集のうえ未公開カットを収録。
- 妖艶な獅子 柊木里音写真集 Chapter3（4月29日、ビビットキャスト、撮影：杉吉ゆうじ）※「妖艶な獅子」を再編集のうえ未公開カットを収録。
- あでやかな獅子 柊木里音写真集 Chapter1（3月4日、撮影：杉吉ゆうじ）※「あでやかな獅子」を再編集のうえ未公開カットを収録。
- あでやかな獅子 柊木里音写真集 Chapter2（3月11日、ビビットキャスト、撮影：杉吉ゆうじ）※「あでやかな獅子」を再編集のうえ未公開カットを収録。

- 柊木里音 許されぬ愛 vol.1 FRIDAYデジタル写真集（6月28日、講談社）
- 柊木里音 許されぬ愛 vol.2 オール未公開100カット超完全版 FRIDAYデジタル写真集（6月28日、講談社）
- 柊木里音 完熟エキス vol.1 FRIDAYデジタル写真集（10月25日、講談社）
- 柊木里音 完熟エキス vol.2 オール未公開100カット超完全版 FRIDAYデジタル写真集（10月25日、講談社）